# Bosconia
Bosconia es un municipio colombiano del departamento septentrional de Cesar, localizado en la región noroccidental del departamento. 
Bosconia se destaca por ser un punto estratégico de conectividad vial. La zona céntrica de su cabecera municipal se destacar por ser un cruce entre cuatro vías. 
Vía norte-sur: Hacia el norte hacia Santa Marta y hacia el sur a Aguachica y Bucaramanga. 
Vía este-oeste: Hacia el este Valledupar y La  Guajira al oeste hacia El Carmen de Bolívar y de ahí a las capitales de Bolívar y Sucre.

## Toponimia
Su nombre hace honor a Don Bosco, un santo y educador italiano fundador de los salesianos, quienes llegaron a Colombia en 1891. El nombre también hace referencia a su asentamiento, por ser lugar de frondosos árboles.

## División Político-Administrativa
Además de su Cabecera municipal. Bosconia tiene bajo su jurisdicción los centros poblados:
- Loma Colorada
- Puerto Lajas

#### Veredas
El municipio tiene constituida las siguientes veredas: Altos de Minas, Boca de Tigre, El Caguán, El Edén, El Prado, La Fortuna, Loma Linda, Nueva Idea y Tropezón.

## Historia
Bosconia fue fundada el 20 de agosto de 1958 por el ingeniero electromecánico Enrique Aarón Hayen, quien se hizo acompañar del gobernador del departamento del Magdalena para la época, capitán de fragata Luis Fosión Millán Vargas, acompañamiento de otras personalidades de la región, bautizaron al naciente pueblo en honor a San Juan Bosco, creador de la Comunidad Salesiana, de quien era devoto el fundador.
La población se conformó inicialmente con los trabajadores que construyeron la línea del ferrocarril, en su mayoría provenientes de los departamentos de Bolívar, Atlántico y Magdalena, ubicándose en esta posición una de las más importantes estaciones o paradas de trenes de la época, oficina que para ese entonces era dirigida por Carlos Julio Flórez Reales (jefe de estación). El auge del tren ocasionó la llegada de negociantes que hacían tránsito para las ciudades del interior del país con mercancías de contrabando que compraban en Maicao (La Guajira), y fueron los primeros que se establecieron en el sector. Entre los primeros negocios en la estación, se destaca el del sr. Rúa,  propietario del primer teatro-local de la época, Cleto Domínguez, propietario del Granero 16 de Julio, Marcos Tulio Gómez y Fernanda Charrys,  propietarios de Almacén El Triunfo, Maritza Valera y José Guerra Vence, los hermanos Pulgarín Mejía, los hermanos Molina Tejera, Rafael Maestre, Nelson Guerrero, Néstor Pérez “Chichilo”, Oscar Barros, entre otros.
Para la década de 1960 al 70 se inicia la construcción de la carretera que une al departamento del Cesar con el del Magdalena, (San Roque - Bosconia - Fundación), una vía que solo era utilizada en época de verano por los transportadores provenientes de los Santanderes y que acortaba el trayecto. En esa época el recorrido era largo y se transitaba por un carreteable destapado entre Fundación, Alto de las Minas, Valledupar y San Roque, este flujo vehicular marcó el desarrollo que se vislumbraba en la región y fue cuando se inició el asentamiento en el sector El Cruce, donde se ubicaron las familias que más tarde serían las más pudientes del pueblo (destacando al sr. abraham triana como la persona más adinerada del pueblo), Marenco Pérez y el cachaco Carmelo Alsina Serrano, quienes fueron los primeros pobladores; después llegaron Daniel Trillos y Carmen Duarte, los Ricos, Luis Beleño y familia, Niévalo Ochoa, Godofredo Galvis, Higinio Sinuco, Luis Marín, Marcos Mena, Miguel Gullo Fragoso, Rudy Santiago, Luis Cantillo , serafín Plata , Arline Fonseca y otros reconocidos empresarios y comerciantes del pueblo.
Bosconia inicialmente fue inspección, y subsiguientemente corregimiento de Valledupar; posteriormente hizo parte del municipio de El Copey, de donde se segregó, y se conformó en municipio el 2 de diciembre de 1979, siendo su primer alcalde José Del Carmen Molina Tejera.

## Geografía
Bosconia está localizado en la parte noroccidental del departamento de Cesar, limitando al norte con el municipio de El Copey, al oriente con jurisdicción de la ciudad de Valledupar, al sur con el municipio de El Paso y al occidente con el departamento del Magdalena separado de este por el río Ariguaní. El área total del municipio es de 609 km². La cabecera municipal está localizada en el centro del municipio, quienes lo locales le llaman "El Cruce" (esto, por ser el punto de cruce de las cuatro principales vías). Su población es de 38.634 habitantes

### Clima
La temperatura promedio es de 38 °C; llegando a alcanzar 42 °C. Y tiene dos estaciones lluviosas intercaladas por estaciones secas.

## Estructura organizacional municipal
| Bosconia     | Bosconia    | Bosconia                   |
| Departamento | Código DANE | Categoría municipal (2023) |
| ------------ | ----------- | -------------------------- |
| Cesar        | 20060       | Sexta                      |

- Personería: Es un centro del Ministerio Público de Colombia que ejerce, vigila y hace control sobre la gestión de las alcaldías y entes descentralizados; velan por la promoción y protección de los derechos humanos; vigilan el debido proceso, la conservación del medio ambiente, el patrimonio público y la prestación eficiente de los servicios públicos, garantizando a la ciudadanía la defensa de sus derechos e intereses.

- Concejo Municipal: Es la suprema autoridad política del municipio. En materia administrativa sus atribuciones son de carácter normativo. También le corresponde vigilar y hacer control político a la administración municipal. Se regulan por los reglamentos internos de la corporación en el marco de la Constitución Política Colombiana (artículo 313) y las leyes, en especial la Ley 136 de 1994 y la Ley 1551 de 2012.

Constituido por 13 concejales por un periodo de 4 años.
- Alcaldía Municipal: En esta se encuentra la administración municipal y las entidades descentralizadas del municipio.

El Alcalde se pronuncia mediante decretos y se desempeña como representante legal, judicial y extrajudicial del municipio. El actual Alcalde municipal es Jorge Patiño Gómez (2024-2027), elegido por voto popular.
- JAL.

### Servicios públicos
- Energía Eléctrica: Afinia, del grupo EPM, es la empresa prestadora del servicio de energía eléctrica.
- Gas Natural: Gases del Caribe es la empresa distribuidora y comercializadora de gas natural en el municipio.